# Ministerstwo Sprawiedliwości Federacji Rosyjskiej
Ministerstwo Sprawiedliwości Federacji Rosyjskiej (ros. Министе́рство юсти́ции Росси́йской Федера́ции, Минюст) – federalny organ władzy wykonawczej w Federacji Rosyjskiej, odpowiedzialny za opracowywanie oraz wdrażanie polityki państwowej z zakresu: systemu karnego, organizacji non-profit, organizacji zagranicznych, organizacji pozarządowych, partii politycznych, organizacji religijnych, systemu notarialnego, sądownictwa.

## Ministrowie Sprawiedliwości Federacji Rosyjskiej
| Minister                                                               | Partia       | Początek sprawowania urzędu | Koniec sprawowania urzędu |
| ---------------------------------------------------------------------- | ------------ | --------------------------- | ------------------------- |
| Nikołaj Wasiljewicz Fiodorow (Никола́й Васи́льевич Фёдоров)              | Niezrzeszony | 25 grudnia 1991             | 24 marca 1993             |
| Jurij Chamzatowicz Kałmykow (Ю́рий Хамза́тович Калмыко́в)                 | Niezrzeszony | 24 marca 1993               | 7 grudnia 1994            |
| Walentin Aleksiejewicz Kowalow (Валенти́н Алексе́евич Ковалёв)           | Niezrzeszony | 5 stycznia 1995             | 2 lipca 1997              |
| Siergiej Wadimowicz Stiepaszyn (Серге́й Вади́мович Степа́шин)             | Niezrzeszony | 2 lipca 1997                | 29 marca 1998             |
| Pawieł Władimirowicz Kraszeninnikow (Па́вел Влади́мирович Крашени́нников) | Niezrzeszony | 29 marca 1998               | 17 sierpnia 1999          |
| Jurij Jakowlewicz Czajka (Ю́рий Я́ковлевич Ча́йка)                        | Niezrzeszony | 17 sierpnia 1999            | 23 czerwca 2006           |
| Władimir Wasiljewicz Ustinow (Владимир Васильевич Устинов)             | Niezrzeszony | 23 czerwca 2006             | 12 maja 2008              |
| Aleksandr Władimirowicz Konowałow (Алекса́ндр Влади́мирович Конова́лов)   | Jedna Rosja  | 12 maja 2008                | 21 stycznia 2020          |
| Konstantin Anatoljewicz Czujczenko (Константин Анатольевич Чуйченко)   | Jedna Rosja  | 21 stycznia 2020            | -                         |